# Rudy Van Snick

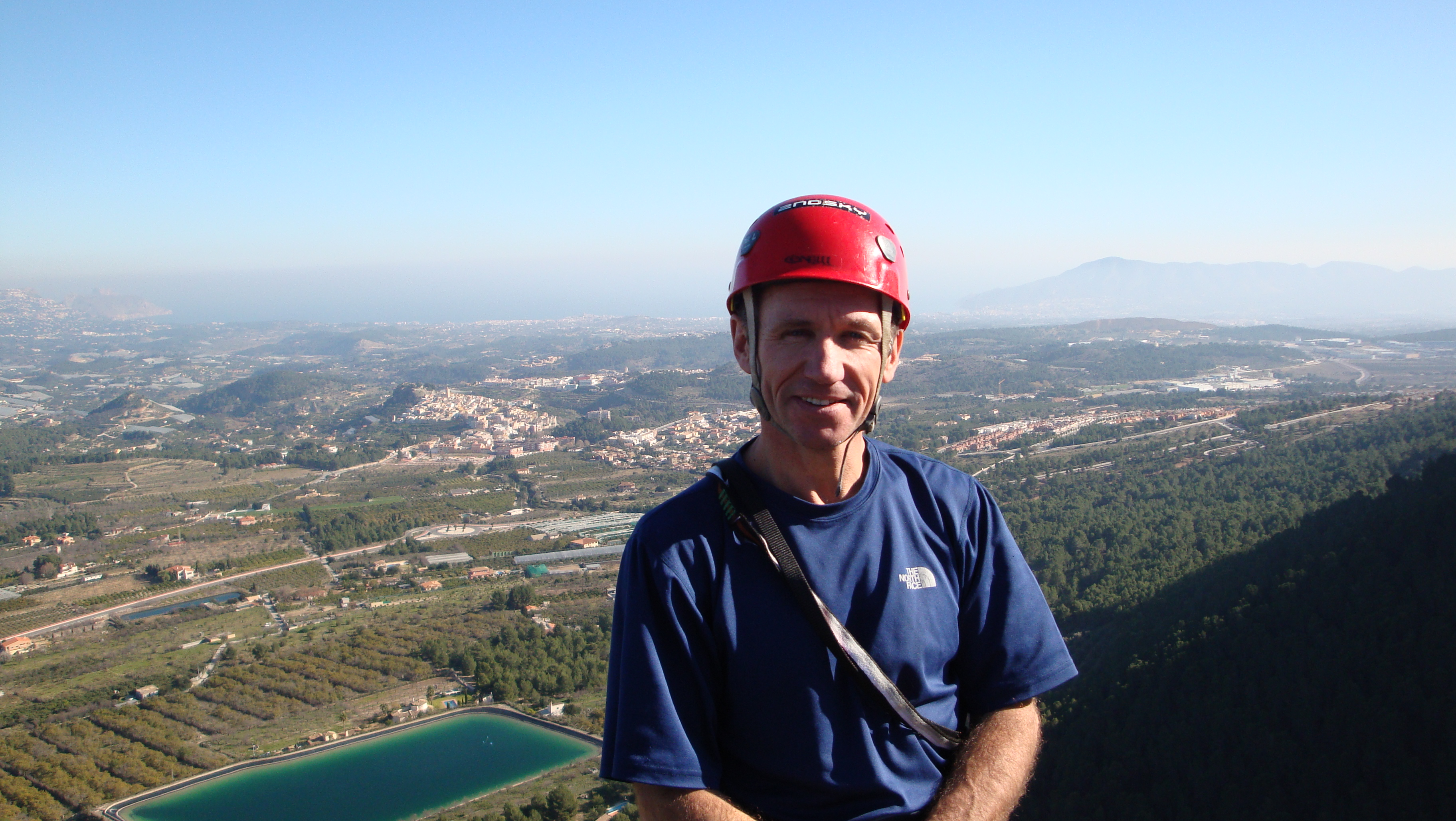
Rudy Van Snick (2009)

Rudy Van Snick (* 6. Februar 1956 in Zottegem) ist ein belgischer Bergsteiger. 1990 war er der erste Belgier, der den Gipfel des Mount Everest erklomm. Van Snick hat auch alle anderen Berge der Seven Summits bestiegen.
Für den Aufstieg zum Everest nahm er mehrere Anläufe. Als Mitglied der Belgian Everest Winter Expedition 1988 und der American Everest Expedition 1989 musste er jeweils vorzeitig umkehren. Erst am 10. Mai 1990 gelang es ihm, in Begleitung von Rob Hall, Gary Ball und Peter Hillary den Gipfel zu erklimmen.
Nach seiner Rückkehr aus dem Himalaya wurde er am 28. Mai 1990 zum Ehrenbürger seiner Heimatstadt Ninove ernannt.